# Caesetius
Caesetius là một chi nhện trong họ Zodariidae.

## Các loài
Các loài trong chi này gồm:
- Caesetius bevisi (Hewitt, 1916)
- Caesetius biprocessiger (Lawrence, 1952)
- Caesetius flavoplagiatus Simon, 1910
- Caesetius globicoxis (Lawrence, 1942)
- Caesetius inflatus Jocqué, 1991
- Caesetius murinus Simon, 1893 *
- Caesetius politus (Simon, 1893)
- Caesetius rosei (Bacelar, 1953)
- Caesetius schultzei Simon, 1910
- Caesetius spenceri (Pocock, 1900)